# Nabdogo (Dialgaye)
Pour les articles homonymes, voir Nabdogo.
Nabdogo est une localité située dans le département de Dialgaye de la province du Kouritenga dans la région Centre-Est au Burkina Faso.